# Upper Austria Ladies Linz 2019
Upper Austria Ladies Linz 2019 — жіночий тенісний турнір, що проходив на закритих кортах з твердим покриттям TipsArena Linz у Лінці (Австрія). Це був 33-й за ліком Linz Open. Належав до категорії International в рамках Туру WTA 2019. Тривав з 7 до 13 жовтня 2019 року.

## Очки і призові

### Нарахування очок
| Дисципліна       | П   | Ф   | ПФ  | ЧФ | 1/8 | 1/16 | Q   | Q2  | Q1  |
| Одиночний розряд | 280 | 180 | 110 | 60 | 30  | 1    | 18  | 12  | 1   |
| Парний розряд    | 280 | 180 | 110 | 60 | 1   | Н/Д  | Н/Д | Н/Д | Н/Д |

### Призові гроші
| Дисципліна       | П       | Ф       | ПФ      | ЧФ     | 1/8    | 1/161  | Q2     | Q1   |
| Одиночний розряд | $43,000 | $21,400 | $11,500 | $6,200 | $3,420 | $2,220 | $1,285 | $750 |
| Парний розряд *  | $12,300 | $6,400  | $3,435  | $1,820 | $960   | Н/Д    | Н/Д    | Н/Д  |

1 Кваліфаєри отримують і призові гроші 1/16 фіналу

* на пару

## Учасниці основної сітки в одиночному розряді

### Сіяні
| Країна     | Гравчиня               | Рейтинг1 | Сіяна |
| ---------- | ---------------------- | -------- | ----- |
| Нідерланди | Кікі Бертенс           | 8        | 1     |
| Швейцарія  | Белінда Бенчич         | 10       | 2     |
| Латвія     | Анастасія Севастова    | 18       | 3     |
| Хорватія   | Донна Векич            | 22       | 4     |
| Німеччина  | Юлія Гергес            | 27       | 5     |
| Греція     | Марія Саккарі          | 30       | 6     |
| Чехія      | Барбора Стрицова       | 34       | 7     |
| Росія      | Катерина Александрова  | 38       | 8     |
| Росія      | Анастасія Павлюченкова | 40       | 9     |

- Рейтинг станом на 30 вересня 2019

### Інші учасниці
Нижче наведено учасниць, які отримали вайлдкард на участь в основній сітці:
- Кікі Бертенс
- Юлія Грабер
- Барбара Гаас

Нижче наведено гравчинь, які пробились в основну сітку через стадію кваліфікації:
- Місакі Дой
- Анна-Лена Фрідзам
- Тамара Корпач
- Лаура Зігемунд
- Ніна Стоянович
- Стефані Фегеле

Такі тенісистки потрапили в основну сітку як Щасливі лузери:
- Їсалін Бонавентюре
- Корі Гофф

### Знялись з турніру
До початку турніру
- Деніелл Коллінз → її замінила  Анна Блінкова
- Каміла Джорджі → її замінила  Олена Остапенко
- Петра Квітова → її замінила  Андреа Петкович
- Джессіка Пегула → її замінила  Олена Рибакіна
- Марія Саккарі → її замінила  Корі Гофф
- Анастасія Севастова → її замінила  Їсалін Бонавентюре
- Маркета Вондроушова → її замінила  Алісон ван Ейтванк

Під час турніру
- Алізе Корне (травма правого стегна)
- Катерина Козлова (травма лівої ноги)

## Учасниці основної сітки в парному розряді

### Сіяні
| Країна    | Гравчиня           | Країна   | Гравчиня           | Рейтинг1 | Сіяна |
| --------- | ------------------ | -------- | ------------------ | -------- | ----- |
| Чехія     | Барбора Крейчикова | Чехія    | Катерина Сінякова  | 17       | 1     |
| Польща    | Алісія Росольська  | Чехія    | Рената Ворачова    | 87       | 2     |
| Німеччина | Лаура Зігемунд     | Словенія | Катарина Среботнік | 103      | 3     |
| Росія     | Анна Блінкова      | Японія   | Ніномія Макото     | 116      | 4     |

- 1 Рейтинг подано станом на 30 вересня 2019

### Інші учасниці
Нижче наведено пари, які отримали вайлдкард на участь в основній сітці:
- Корі Гофф /  Кейті Макнеллі
- Барбара Гаас /  Ксенія Нолл

Наведені нижче пари отримали місце як заміна:
- Анна-Лена Фрідзам /  Варвара Лепченко

### Знялись з турніру
До початку турніру
- Кірстен Фліпкенс (травма лівого зап'ястка)
- Анна-Лена Фрідзам (травма правого плеча)

## Переможниці

### Одиночний розряд
- Корі Гофф —  Олена Остапенко, 6–3, 1–6, 6–2

### Парний розряд
- Барбора Крейчикова /  Катерина Сінякова —  Барбара Гаас /  Ксенія Нолл, 6–4, 6–3